# 枇岘站
枇峴站（：／ P'ihyŏn yŏk */?）是朝鮮民主主義人民共和國平安北道枇岘郡的一個鐵路車站，属于白马线。

## 邻近车站
白马线
良策站 - 枇峴站 - 龙溪里站